# Сатпура (національний парк)
Національний парк Сатпура або заповідник тигрів Сатпура (гінді सतपुड़ा राष्ट्रीय उद्यान) — заповідник тигрів, розташований в окрузі Хошангабад штату Мадг'я-Прадеш в Індії. Його назва походить від хребта Сатпура. Заповідник охоплює загальну площу 2133 км², що складається з 524 км² національного парку «Сатпура», 646 км² заповідника дикої природи «Борі» та заповідників дикої природи «Пачмархі» в екосистемі високогір'я центральної Індії. У 2000 році він був оголошений тигровим заповідником. Заповідник багатий біорізноманіттям різноманітних рослин і диких тварин.

## Історія
Назва національного парку походить від хребта Сатпура. Сатпура — санскритське слово, що означає «сім гір» (сапта — сім і пура — гора). Вперше його дослідив капітан Джеймс Форсайт з полку «Бенгальських уланів» у 1862 році, коли він шукав борця за свободу Індії Тантия Топе. Це одна з перших оголошених заповідних лісових територій Індії через її важливе екологічне та комерційне значення. Він став Тигровим заповідником у 2000 році, тому його також називають «Сатпура Тигровий заповідник» (STR).
Національний парк Сатпура, який включає «Тигровий заповідник Сатпура», заповідники «Пачмархі» та «Борі», охоплює територію 2133 км² в округах Хошангабад і Чхіндвара штату Мадг'я-Прадеш.

## Географія
Тигровий заповідник Сатпура розташований в окрузі Хошангабад штату Мадх'я-Прадеш в Індії. Його назва походить від хребта Сатпура. Він охоплює загальну площу 2133 км² що складається з 524 км² території національного парку Сатпура, 646 км² заповідника дикої природи Борі та 963 км² заповідників дикої природи Пачмархі. Національний парк Сатпура був створений у 1981 році. Рельєф національного парку пересічений і складається з пісковикових вершин, вузьких ущелин, ярів і густих лісів. Висота коливається від 300 до 1350 м, а пік Дхупгар становить 1350 м і майже рівними рівнинами Чурна. Через парк протікає річка Тава (117 км, ліва притока Нармади), на якій побудовано водосховище Тава.

### Клімат
Літній сезон в національному парку триває з березня по червень, і в цей час температура досягає 30 °C вранці і 40 °C вдень. Травень і червень — це пік літа з хвилями спеки, але у гірських регіонах температура залишається низькою. Мусон настає в липні і триває до вересня або жовтня. Середня кількість опадів в області становить близько 1300—1700 мм. Зимовий сезон триває з листопада по лютий, коли температура опускається до 4 °C у ранкові години навколо плато Пачмархі та 15 °C вдень. Найнижча температура зареєстрована на рівні 1 градуса в Пачмархі. Зима зазвичай яскрава і безхмарна з невеликими зливами на початку листопада.

## Флора

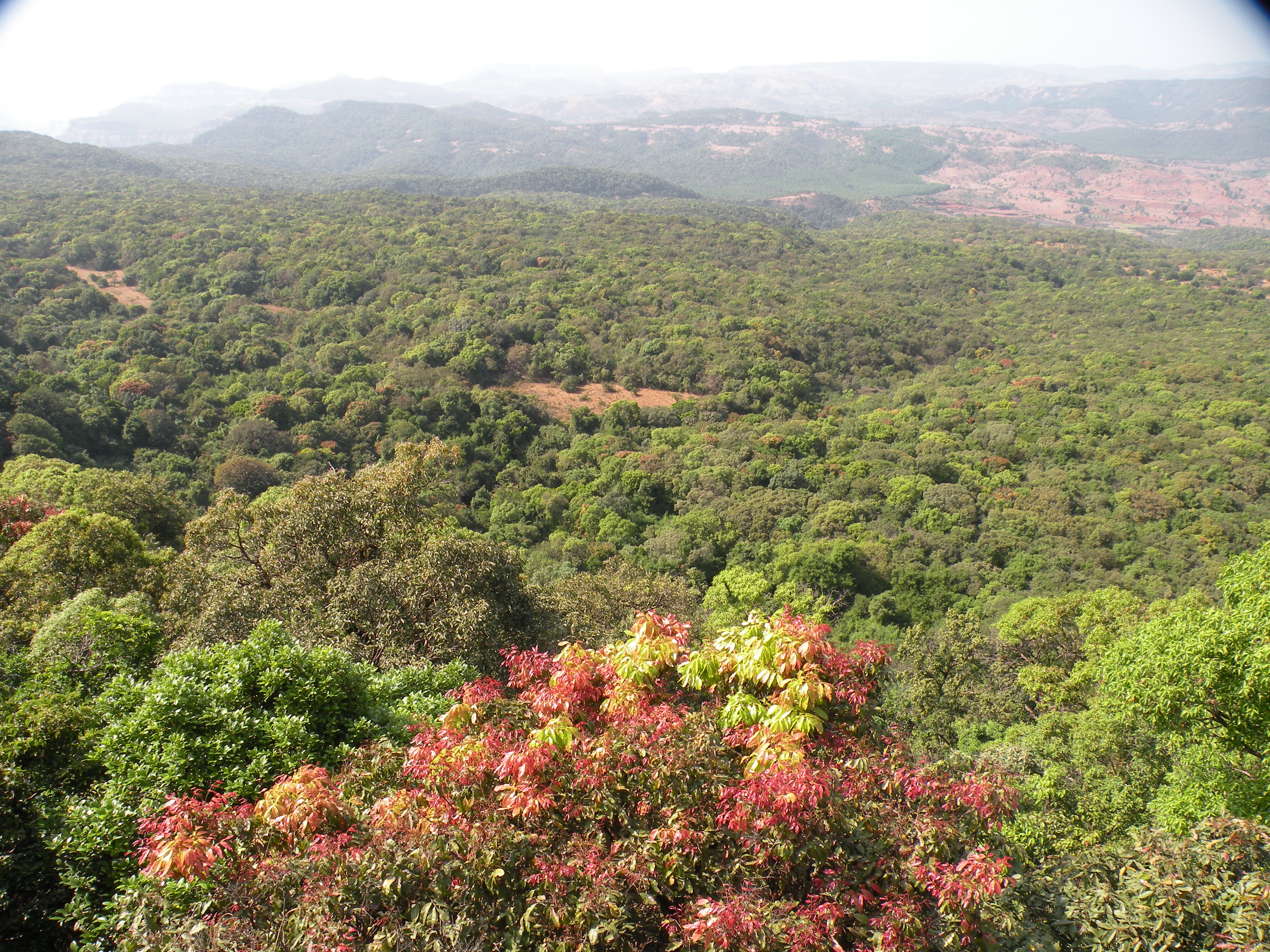
Панорама Сатпури

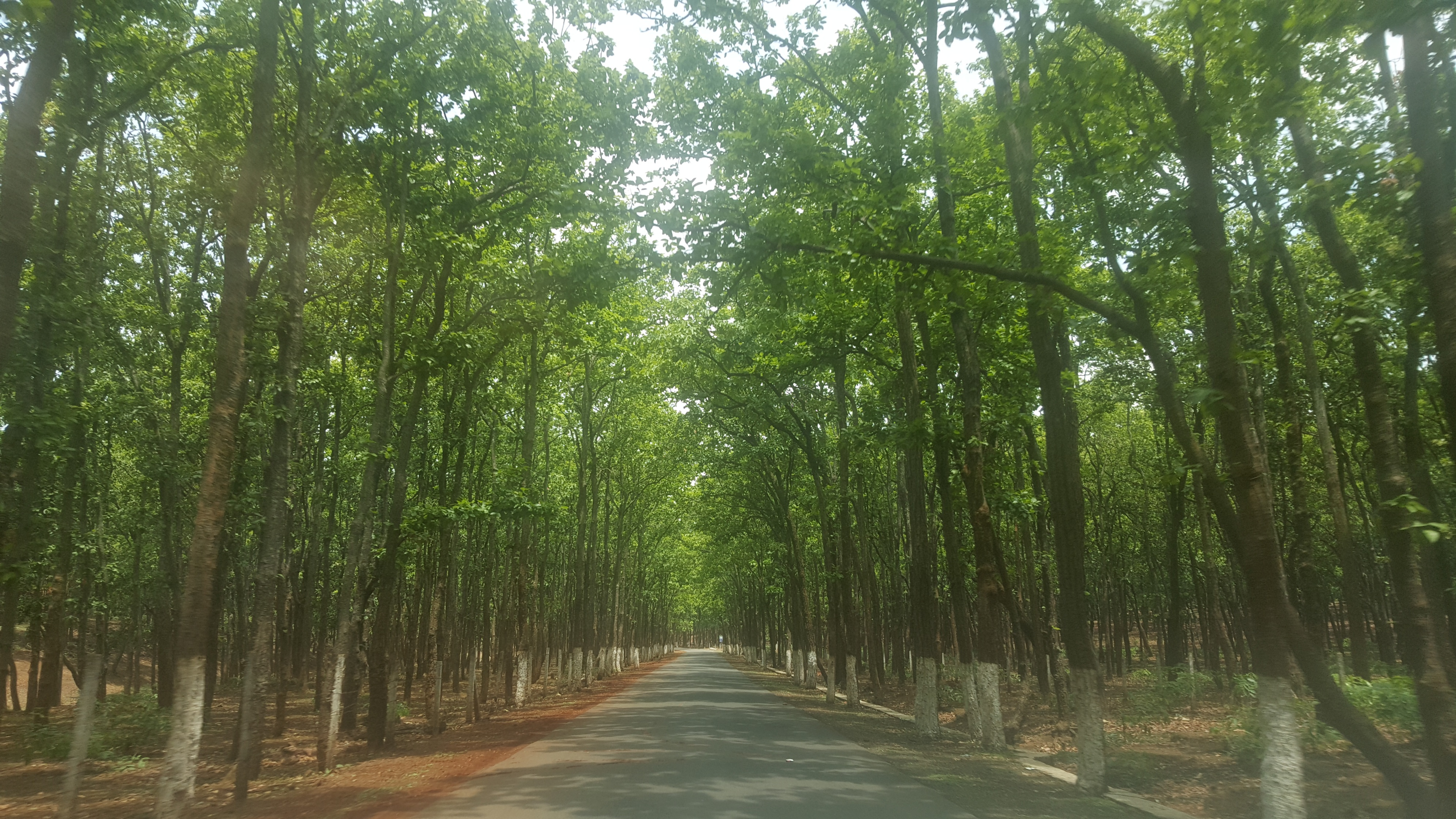
Природні ліси салового дерева

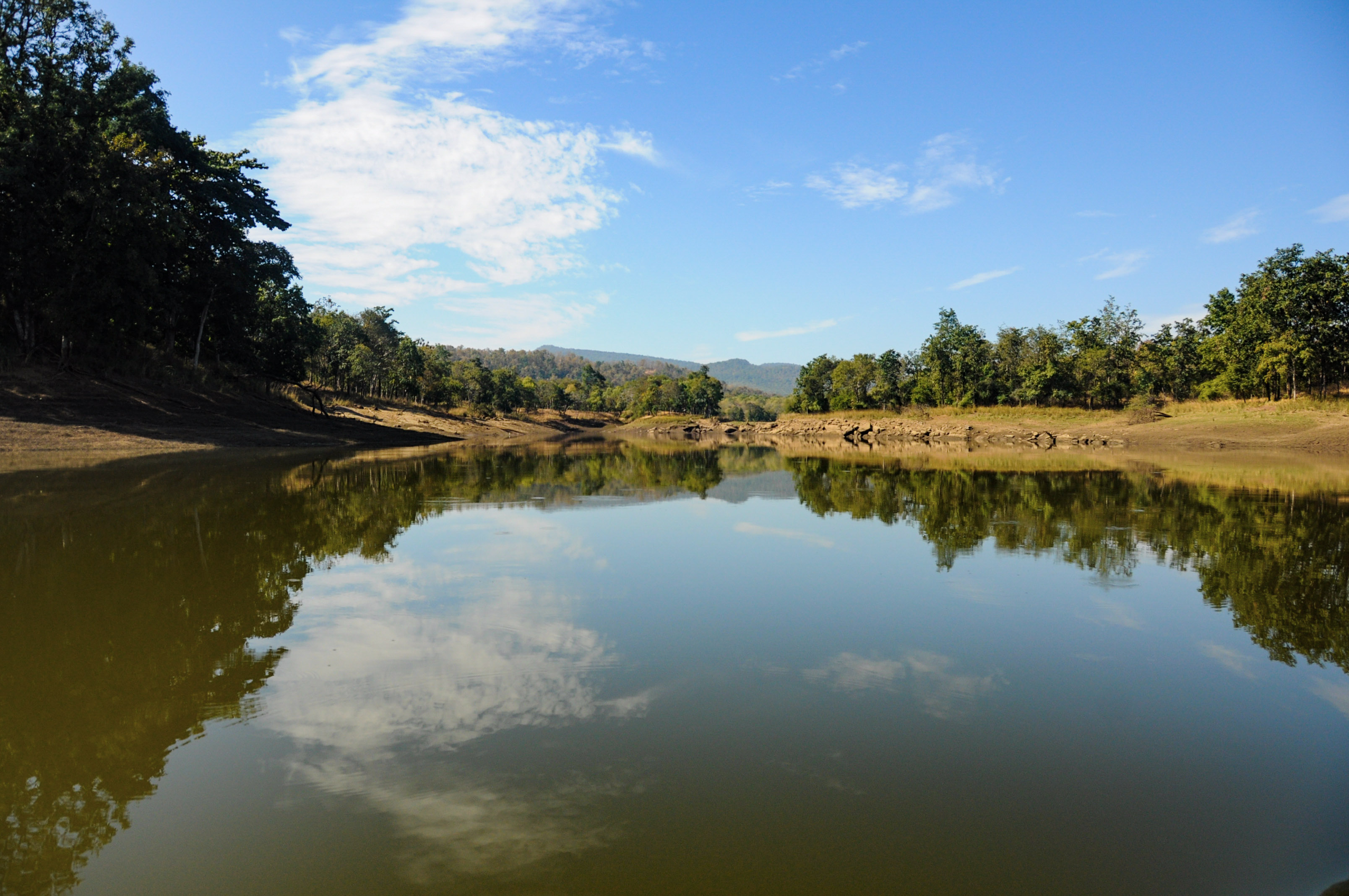
Озеро Мадай в заповіднику

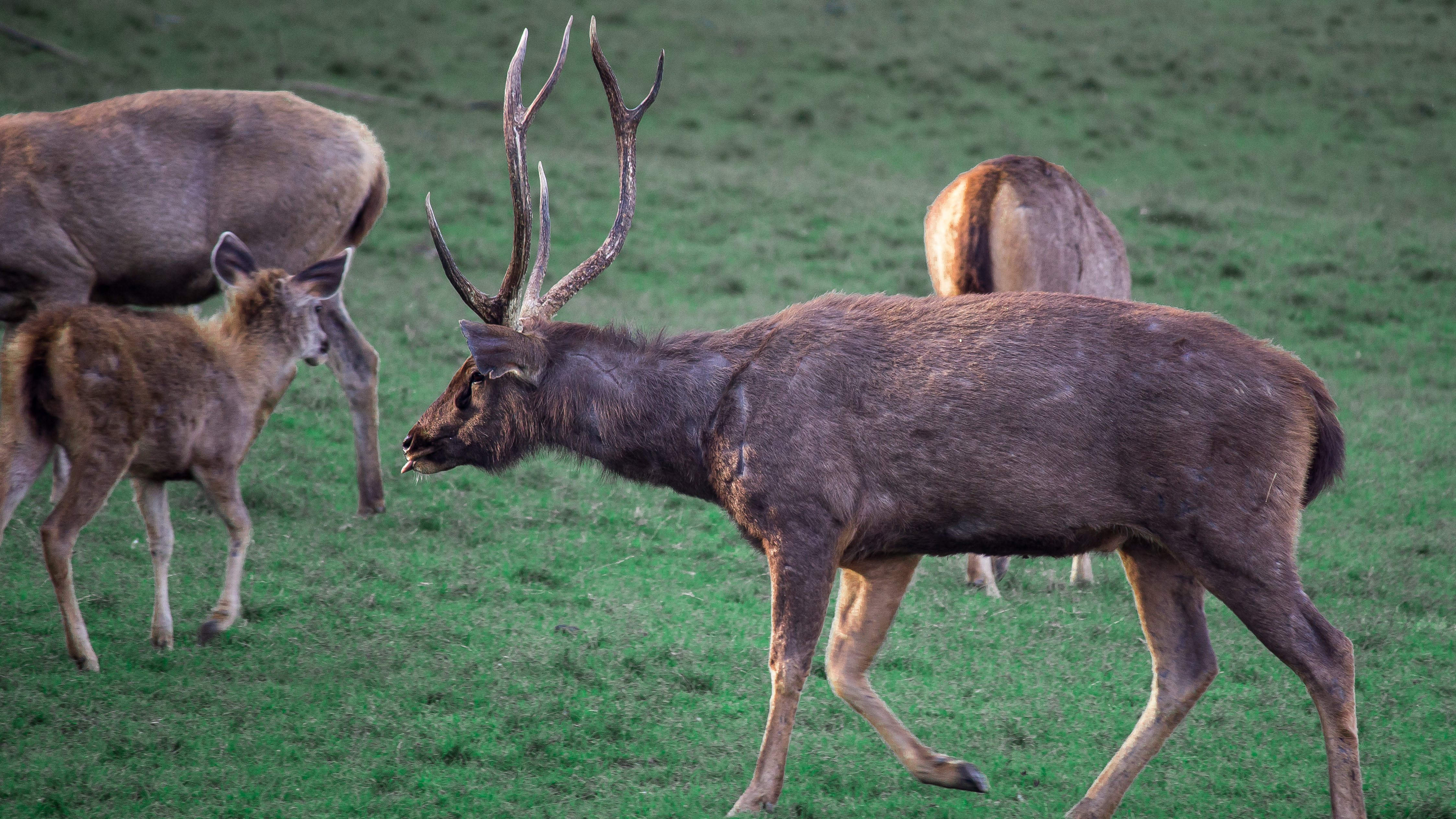
Замбарське стадо оленів

Тигровий заповідник Сатпура є частиною лісової екосистеми Центральної Індії з багатим біорізноманіттям. У Тигровому заповіднику росте понад 1300 видів рослин, у тому числі сал (Shorea robusta), тик (Tectona grandis), коромандельське чорне дерево (Diospyros melanoxylon), індійський аґрус (Phyllanthus emblica), мадгука довголиста (Madhuca longifolia), баель (Aegle marmelos), бамбук (Bambusoideae) і лікарські рослини (Plantae medicinales). У Тигровому заповіднику Сатпура росте понад 62 види дерев, 30 невеликих видів дерев, 58 видів чагарників, 32 види витких рослин і майже 64 види трав. Тут також є важливі лікарські рослини та рідкісні ендемічні рослини з роду псилотум (Psilotum), папороть ціатея (Cyathea), папороть осмунда (Osmunda), плаун (Lycopodium) та витка папороть (Lygodium). Сал — найбільш значущий представник флори національного парку, що в основному зустрічається на плато Пачмархі. Нижні рівнини на північній стороні парку в основному складаються з тикового лісу на базальтових трапах. Багато видів рослин, таких як індійський рододендрон (Melastoma malabathricum), помаранчевий жасмин (Murraya paniculata), Holmskioldia senguinea, Blumea lanceolaria та Sophora interrupta, зустрічаються лише в тигровому заповіднику Сатпура в штаті Мадг'я-Прадеш.
Тигровий заповідник Сатпура займає близько 10 % площі, яка класифікується як пасовища, включаючи природні пустки на плато Пачмархі, антропогенні луки внаслідок переміщення сіл і низинні ділянки водосховища Тава. Ці луки називаються Німган, Мадай, Керія, Дайн і Гітхеда. На додаток до них, деякі з нових пасовищ було створено шляхом переселення 23 сіл із основної території заповідника. Переважно всі наявні луки мають антропогенне походження і піддаються землеробству та випасу худоби. Якщо не проводити маніпуляції з цими луками, вони будуть захоплені деревними рослинами і з часом зникнуть. Адміністрація тигрового заповідника Сатпура охороняє та підтримує ці пасовища, щоб підтримувати значну популяцію травоїдних тварин.

## Тваринний світ

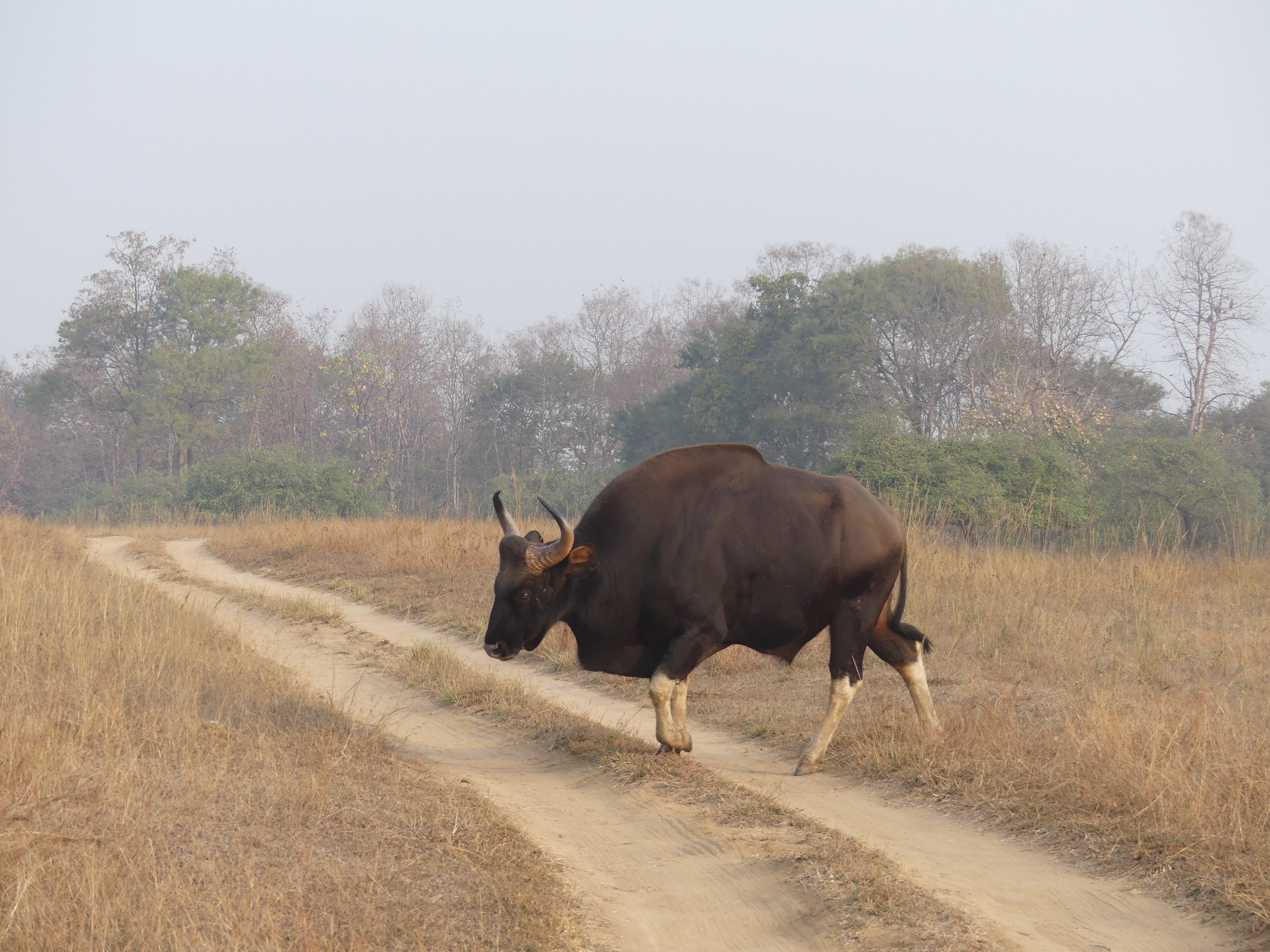
Бик гаур (індійський бізон)

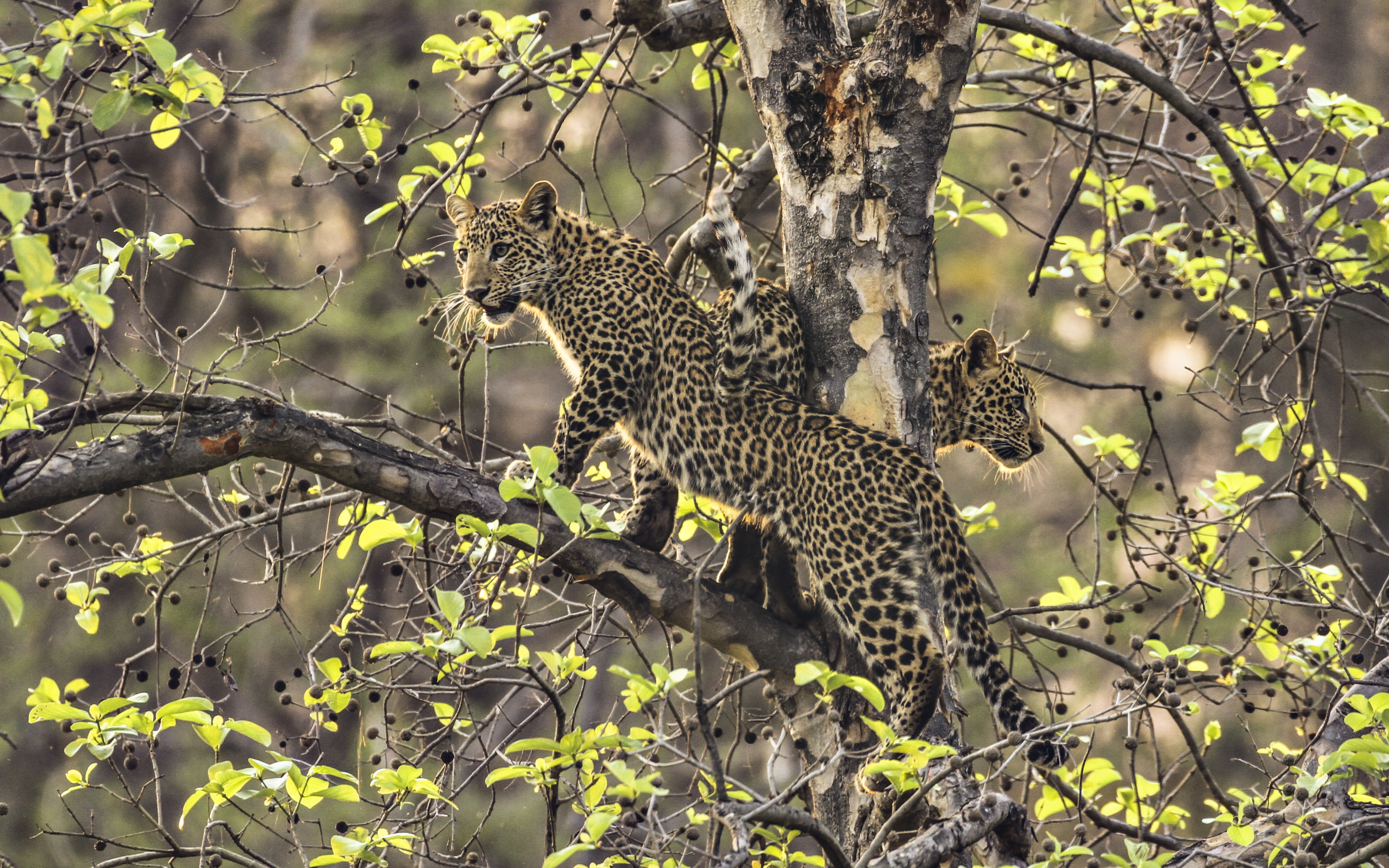
Два дитинчати леопарда на дереві

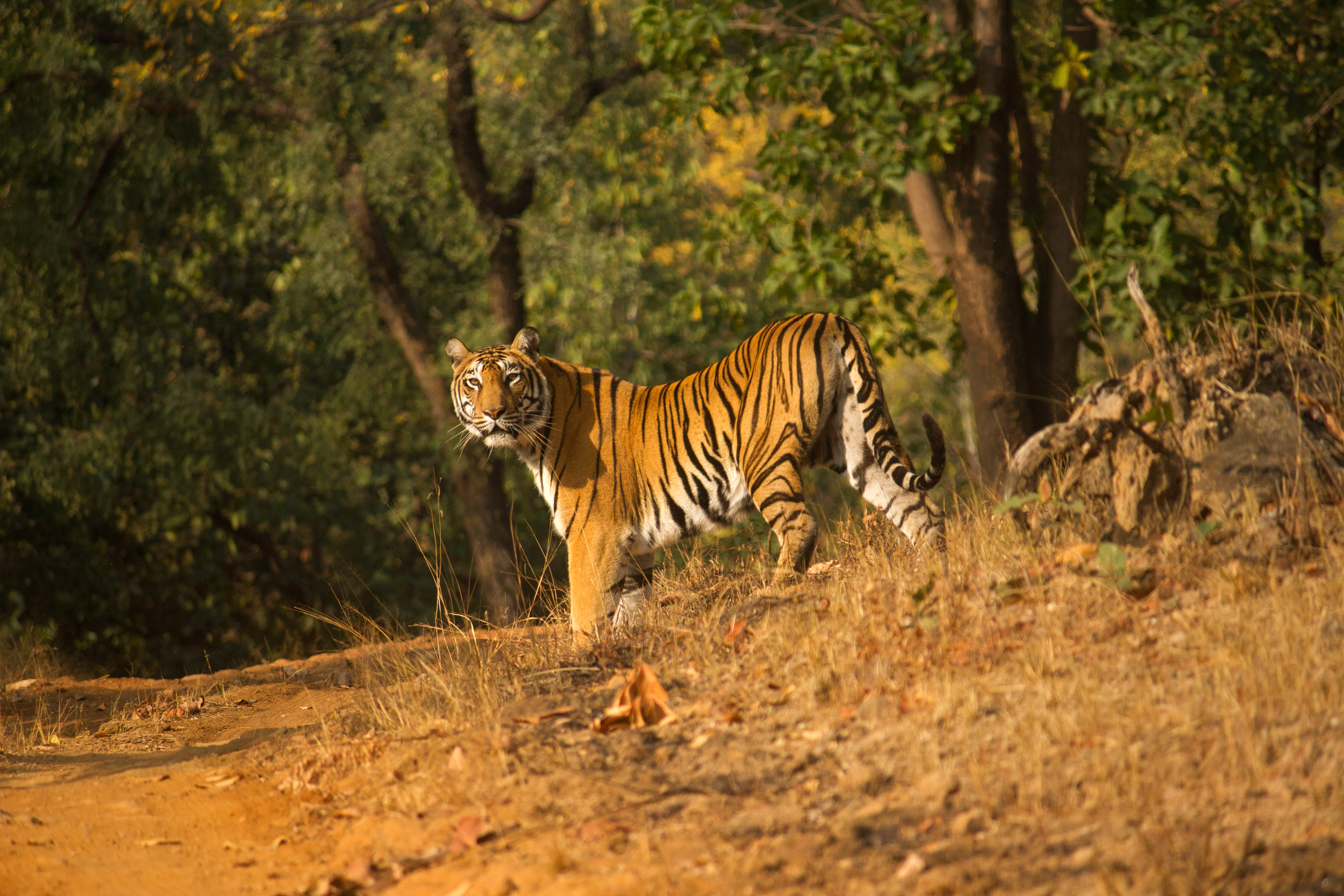
Тигр у Сатпурі

Національний парк Сатпура разом із буферною зоною, що його оточує, має велику та різноманітну популяцію дикої природи. Ця лісова територія унікальна своєю екосистемою та має довгу історію збереження дикої природи. У парку зустрічається 50 видів ссавців (Mammalia), 254 види птахів (Aves), 30 видів рептилій (Reptilia) і 50 видів метеликів (Lepidóptera).
У Сатпурі живуть різноманітні види фауни, зокрема плямистий олень (Axis), індійський замбар (Rusa unicolor), індійський бізон (Bos gaurus), нільгау (Boselaphus tragocamelus), індійський мунтжак (Muntiacus vaginalis), чотирирога антилопа (Tetracerus quadricornis), індійська газель (Gazella bennettii), антилопа Гарна (Antilope cervicapra), барасинга (Rucervus duvaucelii), мишачий олень (Tragulidae), тигр (Panthera tigris), леопард (Panthera pardus), дикий кабан (Sus scrofa), азійський дикий пес (Cuon alpinus), ведмідь-губач (Melursus ursinus), їжатець (Hystricidae), панголіни (Maniiformes), індійська гігантська білка (Ratufa indica), білка-летяга (Pteromyini), макака резус (Macaca mulatta), мавпи-листоїди (Colobinae) і болотний крокодил (Crocodylus palustris).
У 2015 році 98 особин барасинг були повторно інтродуковані в тигровий заповідник Сатпура з тигрового заповідника Канха. Вже у 2024 році в заповіднику Сатпура було 200 барасинг.

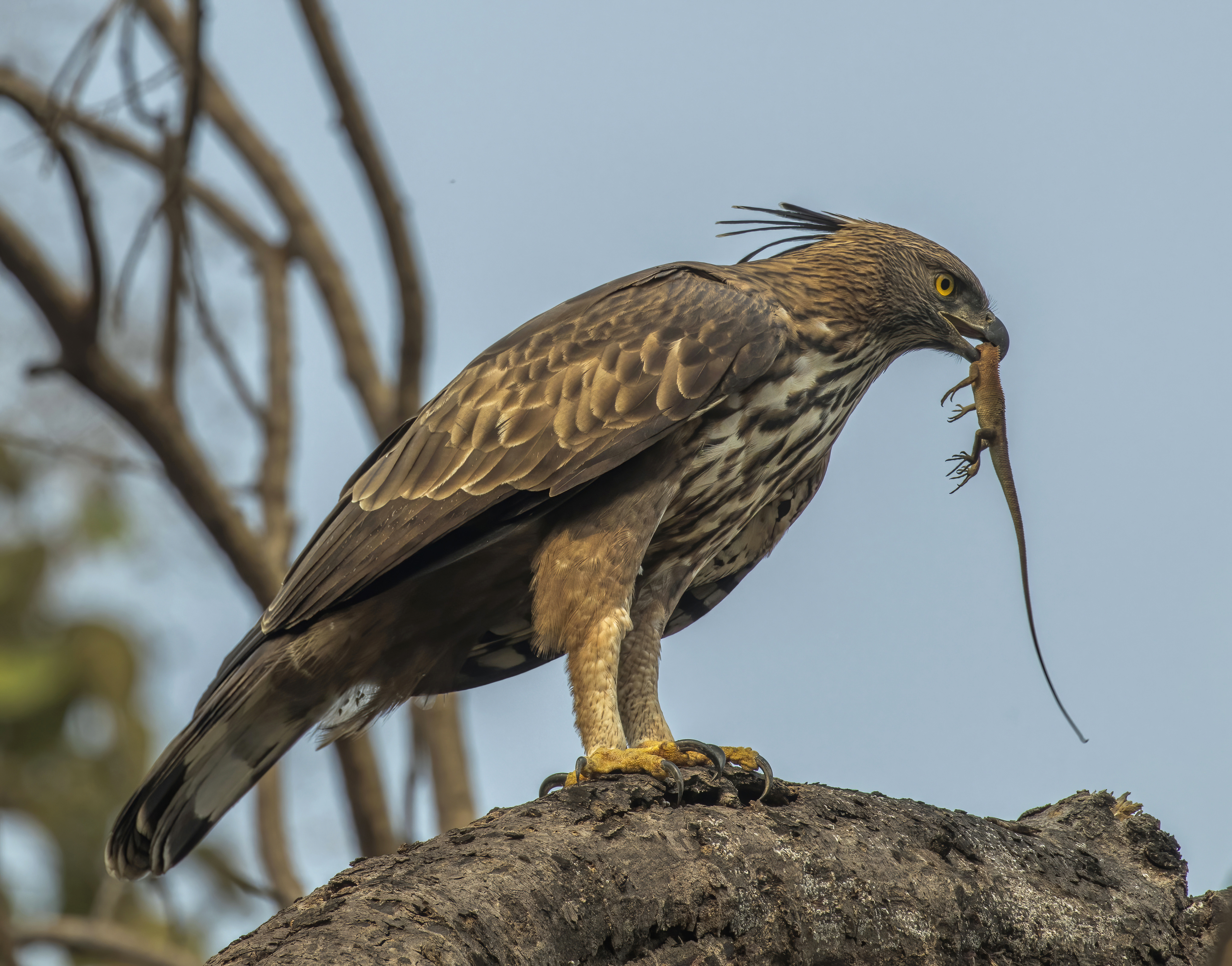
Орел-чубань індійський (Nisaetus cirrhatus cirrhatus) на дереві

### Птахи
Тигровий заповідник Сатпура є домом для багатьох видів птахів, у тому числі птахів-носорогів (Bucerotidae), павичів (Pavo), малих підсоколиків (Falco columbarius), чубатих змієїдів (Spilornis cheela), сов (Strigiformes), рудокрилих коукалів (Centropus sinensis), малабарської аренги (Myophonus horsfieldii), монарха-довгохвоста (Terpsiphone), медоноса, індійського птаха-носорога (Anthracoceros coronatus). В заповіднику розповсюджена велика різноманітність видів квітів, а також вологий клімат є ідеальними умовами для процвітання різних видів метеликів, таких як дуболист (Kallima), чорний раджа (Charaxes solon), великий яйцекрил (Hypolimnas bolina).